# Космический центр имени Джона Стенниса
Космический центр имени Джона Стенниса — крупнейший испытательный центр ракетных двигателей НАСА. Расположен в округе Ханкок, штат Миссисипи у границы с Луизианой.
Назван в честь сенатора от Миссисипи Джона Стенниса.
Центр располагает несколькими испытательными стендами:
A-1
Стенд A-1 изначально предназначался для двигателей второй ступени ракеты «Сатурн-5» Допускает динамическую нагрузку до 7562 кН.
A-2
Стенд A-2 предназначен для огневых испытаний маршевого двигателя транспортной системы «Спейс Шаттл». Допускает динамическую нагрузку до 4893 кН.
A-3
НАСА объявила о начале строительства стенда A-3 Он предназначен для испытаний двигателя J-2X в условиях вакуума. Также стенд A-3 может быть использован для испытаний в нормальных условиях.
B-1/B-2
Стенд B-1/B-2 имеет двойное крепление и предназначен для испытаний двигателя ракеты «Дельта-IV». Допускает динамическую нагрузку до 48 930 кН.
Комплекс E
Комплекс E предназначен для испытаний небольших двигателей и их компонентов.